# ذنب قیطس شمالی
ذَنبِ قَیطُسِ شُمالی (دُنبِ شمالیِ نهنگ) یا آیوتا نهنگ (Iota Ceti) یک ستاره غول‌پیکر نارنجی است که در صورت فلکی نهنگ قرار دارد. این ستاره حدود ۲۹۱ سال نوری از زمین فاصله دارد و با چشم غیرمسلح قابل مشاهده است.
این ستاره با قدر ظاهری ۳٫۵۶۲ با چشم غیرمسلح قابل مشاهده است. بر اساس اختلاف منظر ستاره‌ای سالانه ۱۱٫۷ دقیقه و ثانیه قوسی، این ستاره در حدود ۲۸۰ سال نوری از خورشید فاصله دارد. ذنب قیطس شمالی یک ستاره متغیر است، به این معنی که روشنایی آن در طول زمان تغییر می‌کند. این تغییرات ناشی از انبساط و انقباض ستاره است. قدر ظاهری ایوتا نهنگ بین ۳٫۵ تا ۳٫۶ متغیر است. 
ذنب قیطس شمالی یک ستاره تکامل‌یافته است که هیدروژن موجود در هسته خود را تمام کرده و در حال حاضر هلیوم را می‌سوزاند. این ستاره در نهایت به یک کوتوله سفید تبدیل خواهد شد.

## نام
ایوتا نهنگ (ذنب قیطس شمالی) (ι Cet, ι Ceti) نام‌گذاری بایر برای یک سامانهٔ ستارهای در صورت فلکی استوایی نهنگ است. به فارسی به آن «ذنب‌القَیطوس شمالی» و آیوتای قیطوس هم گفته‌اند.
نام سنتی آن در زبان‌های غربی «Deneb Kaitos Shemali» است. این نام از عبارت عربی «ذنب قیطس الشمالی» به معنای «دُم شمالی هیولای دریایی» گرفته شده است. 
در زبان چینی، «انبار غله آسمانی» (天倉 یا Tiān Cāng) به یک گروه ستاره‌ای اشاره دارد که شامل ستاره‌های یوتا نهنگ (ι Ceti)، اتا نهنگ (η Ceti)، تتا نهنگ (θ Ceti)، زتا نهنگ (ζ Ceti)، تاو نهنگ (τ Ceti) و ۵۷ نهنگ می‌شود. به همین دلیل، نام چینی ستاره یوتا نهنگ، «اولین ستاره انبار غله آسمانی» (天倉一 یا Tiān Cāng yī) است.

## جزئیات
ذنب قیطس شمالی یکی از ستاره‌های اصلی صورت فلکی نهنگ است و با چشم غیرمسلح قابل مشاهده است. دمای آن بین ۳۷۰۰ تا ۵۲۰۰ کلوین متغیر است که از دمای خورشید کمتر است.
این ستاره حدود ۲۷۴٫۵۵ سال نوری از زمین فاصله دارد. قدر ظاهری آن ۳٫۵۶ است که به معنی این است که به راحتی با چشم غیرمسلح قابل مشاهده است. رنگ آن نارنجی تا قرمز است که نشان می‌دهد یک ستاره غول پیکر است.
درخشندگی این ستاره ۲۷۲٫۴۱۸ برابر خورشید است، یعنی انرژی بیشتری نسبت به خورشید تولید می‌کند. شعاع آن نیز ۲۶٫۸۲ برابر خورشید و جرم آن ۳٫۷ برابر خورشید است.
با توجه به جرم و نوع طیفی آن، انتظار می‌رود که این ستاره در نهایت به یک کوتوله سفید تبدیل شود. سن آن حدود ۰٫۲۳ میلیارد سال تخمین زده می‌شود که در مقایسه با خورشید که ۴٫۶ میلیارد سال سن دارد، بسیار جوان است.
این ستاره در منطقه استوایی آسمان قرار دارد و از هر دو نیمکره زمین قابل مشاهده است، البته بسته به موقعیت جغرافیایی ناظر.
سرعت شعاعی این ستاره ۱۹٫۱ کیلومتر بر ثانیه است، به این معنی که در حال دور شدن از خورشید است. همچنین، حرکت خاص آن نشان می‌دهد که به سمت شمال و شرق آسمان در حال حرکت است.
با توجه به اینکه این ستاره یک ستاره غول‌پیکر است، انتظار می‌رود که عمر طولانی‌تری نسبت به خورشید داشته باشد، اما در نهایت به یک کوتوله سفید تبدیل خواهد شد.